# Landesregierung Katschthaler I
Die Landesregierung Katschthaler I bildet die  Salzburger Landesregierung in der 10. Gesetzgebungsperiode unter Landeshauptmann Hans Katschthaler von der Wahl der Landesregierung am 3. Mai 1989 bis zur Wahl der Nachfolgeregierung Katschthaler II am 2. Mai 1994.
Mit der Landtagswahl 1989 hatten sich die Machtverhältnisse in der Landesregierung, die nach dem Proporzsystem besetzt wurde, nach 1984 erneut leicht verschoben. Während die Österreichische Volkspartei (ÖVP) ihre 1984 gewonnene absolute Mehrheit mit vier von sieben Regierungssitzen halten konnte, verlor die Sozialistische Partei Österreichs (SPÖ), ab 1991 Sozialdemokratische Partei Österreichs, einen ihrer bisherigen drei Regierungssitze an die Freiheitliche Partei Österreichs (FPÖ), der damit der Wiedereinzug in die Landesregierung gelang.
Durch die Machtverschiebung innerhalb der Landesregierung und den Rückzug des bisherigen Landeshauptmanns Wilfried Haslauer aus der Politik kam es zu mehreren personellen Änderungen gegenüber der Vorgängerregierung Haslauer III. Zum neuen Landeshauptmann wurde der bisherige Landeshauptmann-Stellvertreter Hans Katschthaler gewählt. Als Landeshauptmann-Stellvertreter rückte daraufhin der bisherige Landesrat Arno Gasteiger nach. Zudem stellte die ÖVP zwei Landesräte, wobei Gerheid Widrich neu in der Regierung vertreten war. Bei der SPÖ, die neben dem Ersten Landeshauptmann-Stellvertreter nur noch einen Landesrat stellen konnte, gehörte der bisherige Landesrat Sepp Oberkirchner nicht mehr der Regierung an. Für die FPÖ, die von 1984 bis 1989 nicht in der Regierung vertreten war, zog Volker Winkler in die Regierung ein.
Während der Amtsperiode der Regierung Katschthaler I kam es bereits im September 1989 zu einer personellen Änderung, als Landeshauptmann-Stellvertreter Wolfgang Radlegger (SPÖ) am 12. September auf sein Amt verzichtete. Für ihn wurde am 13. September 1989 Gerhard Buchleitner angelobt. Auch Landesrat Bertl Göttl (ÖVP) schied am 11. Dezember 1991 aus der Regierung aus und wurde am selben Tag durch Rupert Wolfgruber ersetzt. Zur letzten Änderung kam es am 21. Oktober 1992 als Landesrat Volker Winkler (FPÖ) von Karl Schnell abgelöst wurde.

## Regierungsmitglieder
| Amt                                                      | Name                | Partei | Ressorts |
| -------------------------------------------------------- | ------------------- | ------ | -------- |
| Landeshauptmann                                          | Hans Katschthaler   | ÖVP    |          |
| 1. Landeshauptmann-Stellvertreter ab 13. September 1989  | Gerhard Buchleitner | SPÖ    |          |
| 2. Landeshauptmann-Stellvertreter                        | Arno Gasteiger      | ÖVP    |          |
| Landesrat ab 11. Dezember 1991                           | Rupert Wolfgruber   | ÖVP    |          |
| Landesrat                                                | Othmar Raus         | SPÖ    |          |
| Landesrat ab 21. Oktober 1992                            | Karl Schnell        | FPÖ    |          |
| Landesrat                                                | Gerheid Widrich     | ÖVP    |          |
| Vorzeitig ausgeschiedene Mitglieder der Landesregierung  |                     |        |          |
| 1. Landeshauptmann-Stellvertreter bis 12. September 1989 | Wolfgang Radlegger  | SPÖ    |          |
| Landesrat bis 11. Dezember 1991                          | Bertl Göttl         | ÖVP    |          |
| Landesrat bis 21. Oktober 1992                           | Volker Winkler      | FPÖ    |          |